# Mathematical Optimization Society
La Mathematical Optimization Society (abrégée en MOS), dont le nom était Mathematical Programming Society (MPS) jusqu'en 2010, est une association internationale de chercheurs active en optimisation mathématique. La MOS soutient la recherche, le développement et l'usage de l'optimisation, y compris la théorie mathématique, l'implémentation logicielle et les applications pratiques en recherche opérationnelle.
Fondée en 1973, la MOS a diverses activités : publication de revues scientifiques et d'un bulletin d'information, organisation et soutien de conférences, et distribution ou co-distribution de prix.

## Histoire
Dans les années 1960, l'optimisation, sous le nom de programmation mathématique, occupe une place croissante à la fois comme théorie mathématique et dans les applications industrielles. Pour fournir une plateforme d'échange pour les chercheurs travaillant dans ce domaine grandissant, la revue scientifique Mathematical Programming est créée en 1970. Sur la base d'actions de George Dantzig, Albert Tucker, Phil Wolfe et d'autres, la MOS est fondée en 1973, avec George Dantzig comme premier président.

## Activités

### Conférences
Plusieurs conférences sont organisées ou coorganisées par la Mathematical Optimization Society, à savoir :
- Le International Symposium on Mathematical Programming (ISMP), trisannuel, ouverte à tous les domaines de la programmation mathématique.
- La conférence Integer Programming and Combinatorial Optimization (IPCO), spécialisée en optimisation linéaire en nombres entiers; elle a lieu les années où il n'y a pas de ISMP.
- La International Conference on Continuous Optimization (ICCOPT), l'analogue en variables continues de la conférence IPCO, organisée pour la première fois en 2004.
- La International Conference on Stochastic Programming (ICSP), trisannuelle, spécialisée dans l'optimisation en données incertaines.
- La conférence Nordic MOS, une rencontre bisannuelle de chercheurs scandinaves dans tous les domaines de l'optimisation.
- Des séminaires changeant annuellement sont organisés par la MOS à l'Université de Montréal

### Revues et autres publications
La Mathematical Optimization Society publie divers périodiques :
- La revue Mathematical Programming (séries A et B) ; la série A publie des articles dans tous les domaines de l'optimisation, alors que chaque numéro de la série B est consacré à un sujet particulier.
- La revue Mathematical Programming Computation.
- Optima, bulletin de la MOS ; il contient des articles sur l'optimisation, des informations sur des conférences et des fiches de lecture sur des ouvrages.
- MPS/SIAM Series on Optimization ; une collection de livres publiés conjointement par la MOS (auparavant la MPS) et la Society for Industrial and Applied Mathematics (SIAM). Elle a publié des monographies, de manuels, des livres réunissant des textes sur les applications de l'optimisation, et des tutoriels.

### Prix
La MOS décerne des prix dans le domaine de l'optimisation, notamment le prix Fulkerson, le Prix Dantzig et le prix Tucker (en). Conjointement avec la Society for Industrial and Applied Mathematics, elle décerne le prix Lagrange en optimisation continue.

## Liste des dirigeants
| Identité                    | Période | Période | Durée |
| Identité                    | Début   | Fin     | Durée |
| --------------------------- | ------- | ------- | ----- |
| Karen Aardal (née en 1961)  | 2016    | 2019    | 3 ans |
| John Birge (d) (né en 1956) | 2019    |         |       |